# Anna Schmidt (Politikerin, 1894)
Anna Schmidt (* 24. November 1894 in Magdeburg-Neustadt; † nach 1947) war eine deutsche Politikerin und Abgeordnete (USPD, KPD, SED).
Anne Schmidt besuchte die Volksschule und heiratete 1917 den Dreher Ewald Schmidt (nach ihrer Eigenangabe im Landtagshandbuch ein „klassenbewußter Arbeiter“). Im Januar 1919 trat sie der USPD in Biederitz bei und arbeitete als Helferin in der Kinderfreundbewegung. Seit 1924 war sie Schriftführerin in der Bundesleitung des Bundes der freien Schulgesellschaften.
Nach der Machtergreifung der Nationalsozialisten beteiligte sie sich nach eigenen Angaben im Landtagshandbuch von 1933 bis Juli 1934 an einer illegalen Gruppe der KPD in Magdeburg-Altstadt. Im April 1938 erfolgten erneute Vernehmungen durch die Gestapo.
Im Mai 1945 trat sie der KPD in Groß-Oschersleben bei und wurde nach der Zwangsvereinigung Mitglied des Ortsvorstandes, Frauenleiterin der SED und Leiterin des Antifa-Frauenausschusses. Seit Mai 1947 war sie Landtagsabgeordnete für Klara Schwab. Bei den halbfreien Landtagswahlen in der SBZ 1946 hatte sie im Wahlbezirk II (Burg, Magdeburg, Schönebeck, Jerichow I, Wolmirstedt, Haldensleben, Wanzleben) für den Landtag Sachsen-Anhalt kandidiert, war aber zunächst nur Nachrückerin geworden.